# Lampert Distelmeyer

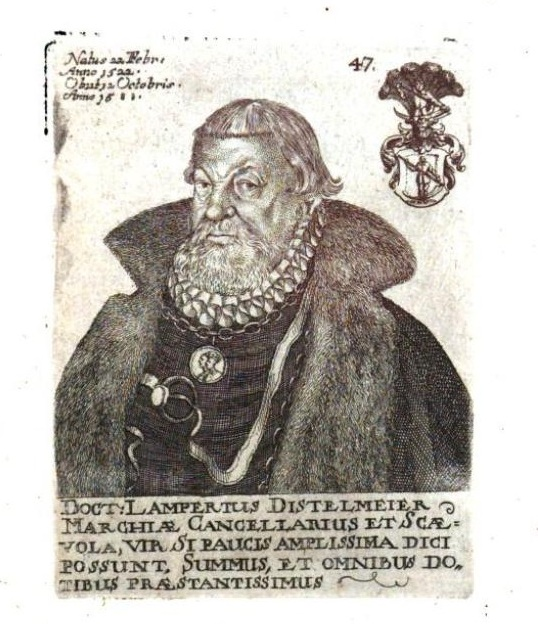
Lampert Distelmeyer

Lampert Distelmeyer, även stavat Lamprecht, född 22 februari 1522 i Leipzig, kurfurstendömet Sachsen, död 15 oktober 1588 i Berlin, kurfurstendömet Brandenburg, var en tysk jurist och kansler för kurfurstendömet Brandenburg under Johan Georg av Brandenburgs regering.

## Biografi
Distelmeyer var son till en skräddare och elev på Thomasschule i Leipzig. Efter avlagd gymnasieexamen studerade han teologi vid Leipzigs universitet, men bytte senare ämne till juridik.  1545 arbetade han för den sachsiska kanslern Simon Pistoris den yngre i Merseburg, men återvände redan 1546 till Leipzig för att fortsätta sina högre studier. Efter en period i Bautzen återvände han på nytt till Leipzig för att disputera i juridik och anställdes vid den juridiska fakulteten 1550. 
Samma år gifte han sig och begav sig kort därefter till Berlin, där han fick anställning vid det kurfurstliga hovet hos Joakim II av Brandenburg. Han gjorde karriär som administratör och diplomatiskt sändebud för Joakim II och vann dennes förtroende till den grad att han 1558 utsågs till att efterträda den nyligen avlidne Johann Weinlob som kurfurstlig kansler. Tillsammans med Adam von Trott, Eustachius von Schlieben och Matthias von Saldern utgjorde han kurfurstens inre krets av förtrogna. 1569 adlades han av kurfursten, samma år som han medverkade till att den polske kungen Sigismund II August utsåg Joakim II till medregent till den minderårige hertigen Albrekt Fredrik av Preussen i hertigdömet Preussen. Distelmeyer blev även ägare till godsen Mahlsdorf öster om Berlin och Radensleben utanför Neuruppin.
Distelmeyer fortsatte som kansler även under Joakim II:s son, kurfurst Johan Georg av Brandenburg. En av Distelmeyers söner, Christian, efterträdde sin far som kansler vid dennes död 1588. Dottern Elisabet gifte sig med överstelöjtnanten i den svenska armén Jakob von Pfuel.

## Eftermäle och minnesmärken

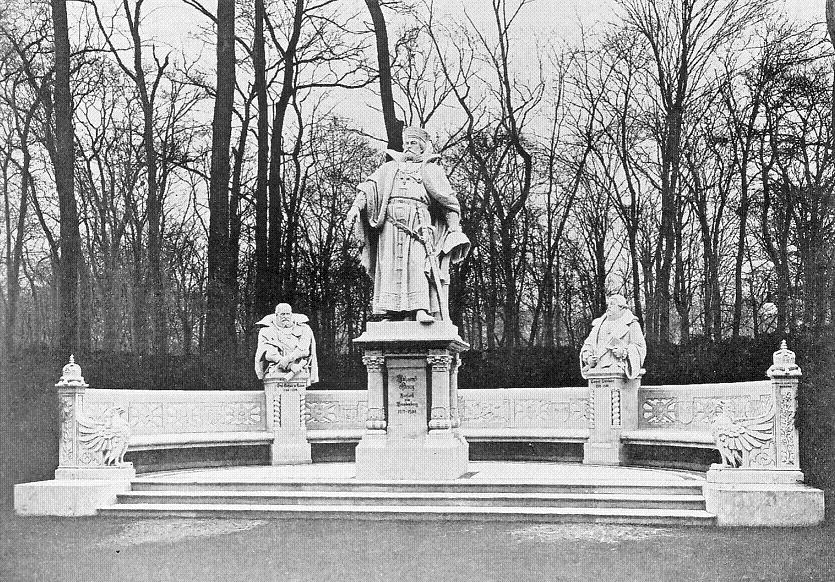
En byst av Distelmeyer ingick i skulpturgrupp 21 i Siegesallee, skulpterad av Martin Wolff. Från vänster: Rochus zu Lynar, Johan Georg av Brandenburg, Lampert Distelmeyer.

Distelmeyer är begravd i Berlins S:t Nikolaikyrka. Historikern Jacob Paul von Gundling författade 1722 en utförlig biografi över hans liv. 
Distelmeyer ingick, som en av två porträttbyster, som bifigur till kurfurst Johan Georgs skulpturgrupp i Siegesallee. Bysten skapades av skulptören Martin Wolff och avtäcktes 1901. Distelmeyer porträtterades här med den kurfurstliga signetringen och en medaljbild av kurfursten i halskedja som ämbetstecken, samt ett förseglat dokument. Skulpturgruppen finns idag bevarad i skadat skick i Zitadelle Spandau, med Distelmeyerstatyn uppställd i slottskrogen.